# Siglo XXI de España Editores
Siglo XXI de España Editores es una editorial española con sede en Madrid. Se dedica a la publicación de libros especialmente relacionados con la difusión y desarrollo de un pensamiento crítico en historia, filosofía, sociología, política y economía, en las ciencias humanas y sociales en general. Desde 2010 se integra dentro del Grupo editorial Akal junto con Ediciones Akal, Istmo, Foca y H. Blume.

## Historia
Siglo XXI de España Editores nació en 1967, dos años después de su filial hermana Siglo XXI Editores de México, gracias a la iniciativa de Arnaldo Orfila Reynal, antiguo director general de Fondo de Cultura Económica. Otras personalidades del mundo intelectual y profesional que colaboraron en el proyecto de Siglo XXI de España Editores fueron Juan Benet, José Ramón Recalde, Daniel Zarza, Pablo García Arenal, José Luis López Aranguren, Faustino Lastra, Clemente Auger, Manuel Varela, Javier Pradera, Jesús Vicente Chamorro, Pablo Serrano, Fernando Claudín o Javier Abásolo.
En el catálogo de la primera etapa se pueden encontrar autores como Julio Cortázar, Augusto Roa Bastos, Alejo Carpentier, Juan Benet, Eduardo Galeano, Fernando Claudín, Carmen Martín Gaite, Francisco Tomás y Valiente, Manuel Tuñón de Lara, Agustín García Calvo, Gonzalo Puente Ojea o Manuel Castells, hasta humoristas gráficos como Chumy Chúmez o Quino. Entre los extranjeros destacan: Marta Harnecker, Roland Barthes, Tzvetan Todorov, Jacques Lacan, Karl Marx, Sigmund Freud, Paul Ricoeur, Louis Althusser, Noam Chomsky, Jean Baudrillard, Pierre Bourdieu, Eric Hobsbawm y Michel Foucault.
La idea motor de esta nueva fundación editorial era la renovación del pensamiento político, sociológico e histórico en España. Esta meta se alcanzó gracias al abaratamiento de costos que suponía la edición y distribución en el propio país.
Sin embargo, a partir de la segunda mitad de los años noventa las ventas declinaron de forma constante. Acosada por las deudas a autores y proveedores, lastrada por una estructura de costes fijos desproporcionada y víctima de algunos estrepitosos fracasos comerciales, en 1993 la dirección planteó un expediente de regulación de empleo, que sin embargo no prosperaría. Pero cuatro años después, Faustino Lastra, que había vuelto para hacerse cargo de la dirección de la empresa en sustitución de Javier Abásolo, logró finalmente que la autoridad laboral diera luz verde a la reestructuración. Como consecuencia, el Consejo de Administración decidió desprenderse de la distribuidora, vendió el edificio de la sede y despidió a la mayoría de la plantilla, que quedó reducida a un equipo editorial mínimo.
En 2010 fue adquirida por Ediciones Akal.

## Colecciones
Dentro del campo de las humanidades y el pensamiento crítico, santo y seña de la editorial, destaca en primer lugar la historia, que incluye, además de la afamada «Historia Universal Siglo XXI» en treinta y siete volúmenes:
- «Estudios de historia contemporánea»
- «Historia de Europa»
- «Nueva historia de Europa»
- «Historia de la filosofía»
- «Historia de la tecnología»
- «Historia de las religiones»
- «Historia de los movimientos sociales»
- «Historia económica mundial»
- «Historia inmediata»
- «Historia y arqueología».

La siguen las ciencias sociales, la filosofía, la lingüística y la antropología, a las que se vino a sumar la psicología y la economía. Otras áreas a las que siempre se ha prestado también especial atención, si bien a una escala más modesta, son la educación, el urbanismo, las artes, la acción social, la ciencia y la técnica.
Los autores insignia de la casa cuentan con su propia sección del catálogo («Biblioteca Eduardo Galeano», «Biblioteca Gonzalo Puente Ojea»); otros intelectuales y figuras del pensamiento tienen también su sitio en las colecciones «El hombre y sus obras», «Biografías», «Voces del Este» o «Filósofos en 90 minutos».